# Piana di Trapani
La piana di Trapani è una pianura costiera che si sviluppa in provincia di Trapani, nell'estremità occidentale della Sicilia, estendendosi verso sud fino a Marsala e a nord fino a Castellammare del Golfo. 
È l'unica pianura presente in tutta la Sicilia occidentale, eccetto le strette piane costiere tra cui rientra la Conca d'Oro di Palermo, ed è la seconda per estensione sull'isola dopo la piana di Catania nella Sicilia orientale. Su questa pianura si coltiva soprattutto la vite, e si ottengono diversi vini DOC, le cui uve incontrano in tale piana terreno fertile e clima favorevole, dal celebre Marsala, al Bianco Alcamo all'Erice (vino) al Delia Nivolelli. 
La piana è caratterizzata da una serie di cordoni dunari olocenici che bordavano aree palustri, in gran parte oggi bonificate.